# Rozbite okno
Rozbite okno (ang. The Broken Window) – powieść Jeffery’ego Deavera, ósma część serii, w której pojawia się Lincoln Rhyme i Amelia Sachs. Wydana w Polsce w 2009 roku.

## Fabuła
Lincoln Rhyme i Amelia Sachs, zostają poproszeni o pomoc w śledztwie, dotyczącym morderstwa kobiety w Greenwich Village. Dowody niezbicie wskazują na Arthura, kuzyna Lincolna. Nie przyznaje się on jednak do winy, a jego żona prosi Rhyme’a o pomoc w oczyszczeniu męża z zarzutów. Okazuje się, że podobnych przypadków jest więcej, a związek z nimi może mieć dostawca danych osobowych, firma Strategic Systems Datacorp.